# Municipio de Chemung
El municipio de Chemung (en inglés: Chemung Township) es un municipio ubicado en el condado de McHenry en el estado estadounidense de Illinois. En el año 2010 tenía una población de 9134 habitantes y una densidad poblacional de 106,97 personas por km².

## Geografía
El municipio de Chemung se encuentra ubicado en las coordenadas 42°27′17″N 88°38′52″O / 42.45472, -88.64778. Según la Oficina del Censo de los Estados Unidos, el municipio tiene una superficie total de 85.39 km², de la cual 85.39 km² corresponden a tierra firme y (0%) 0 km² es agua.

## Demografía
Según el censo de 2010, había 9134 personas residiendo en el municipio de Chemung. La densidad de población era de 106,97 hab./km². De los 9134 habitantes, el municipio de Chemung estaba compuesto por el 76.4% blancos, el 0.72% eran afroamericanos, el 0.67% eran amerindios, el 0.65% eran asiáticos, el 0.02% eran isleños del Pacífico, el 18.84% eran de otras razas y el 2.7% pertenecían a dos o más razas. Del total de la población el 39.12% eran hispanos o latinos de cualquier raza.